# Österbo, Sala kommun
Österbo är en by i Möklinta distrikt (Möklinta socken) i Sala kommun, Västmanlands län (Västmanland). Byn ligger vid vägskälet där Länsväg 832 möter Länsväg 835, cirka sex kilometer åt sydöst från tätorten Möklinta.

## Historia
Österbo omtalas i dokument första gången 1258 i samband med att biskop Magnus Augustini beslutade att överföra byn från Sala socken till Möklinta socken. Namnet kommer troligen av läget öster om Forneby, som av allt att döma är en äldre bebyggelse. Som ett ursprungligt boda-namn är bebyggelsen troligen medeltida, och har troligen varit en utjord eller ett bodland från början. 1371 upptas en Olaus i Østerbodhom i skattelängd över östra Västmanland, han skattade 9 marker. 1482 omtalas två bönder i byn. I jordeboken 1543 upptas Österbo som ett mantal om 12 öresland. Höjningen av vattennivån i Hallaren under 1500- och 1600-talen påverkade dock troligen byns jordar och i jordeboken 1760 var Österbo förmedlat till 1/3 mantal. 1645 upptar mantalslängden tre hushåll i Österbo. I samband med storskiftet som förrättades 1791 fanns sex gårdar och i samband med laga skifte som förrättades 1853–1863 fanns åtta gårdar i byn.